# Вечерња звона (слика)
Вечерња звона (рус. Вечерний звон) је уље на платну руског уметника Исака Левитана, настало 1892. године. Слика приказује манастир надомак реке у пејзажу вечерње светлости. Поједини историчари уметности сматрају да је то варијација раније слике Тихо пребивалиште из 1890. на којој је приказан сличан манастир. 
Исак је слику насликао током 1892. године. По завршетку, послата је у Санкт Петербург у децембру 1892. године, а затим на Светску изложбу у Чикагу 1893, где је изложена под насловом Манастир уочи празника. Слика се чувала у Философов-Ратков породичној збирци до 1918. године, када је поклоњена московској Третјаковској галерији.
Према речима историчара уметности Алексеја Федоров-Давидова, у слици Вечерња звона, Левитан је успео да „створи утисак заједништва и јединства слике, хармонизације делова као целине“. Ликовни критичар Владимир Петров наводи да је ова слика „једна од најмузикалнијих и најсавршенијих Левитанових дела, по својој уметничкој структури“. Он пише да је „упркос сличности мотива са Тихо пребивалиште, Вечерња звона ипак лишена секундарног карактера, имају свој, јединствени шарм, свој „акорд“.

## Историја

### Позадина и стварање
Исак Левитан је 1887. године имао идеју за слику манастира на заласку, док је живео у Слободки код Звенигорода и посматрао Савино-Сторожевски манастир на заласку сунца. Две године касније, док је био у Пјосу, Левитан је посетио Јурјевце у потрази за новим сликарским мотивима и наишао је на мали манастир, који је поново распламсао његову жељу да створи такав пејзаж. Тако су се визије ова два манастира преплитале у настојању будућих дела.
Код Јурјевца налазио се Кривоезерски манастир. Левитан је први пут приказао сличан манастир на слици Тихо пребивалиште, која се такође налази у Третјаковској галерији, а затим две године касније у слици Вечерња звона. На обе слике, у склопу манастира, приказан је звоник четвороводног шаторског типа (са врхом у облику купа). Према различитим претпоставкама, уметник је за прототип могао да употреби звоник цркве Соборна Гора у Пјосу, или звоник Храма Васкрсења у селу Решма.
Након завршетка рада на слици У вртлогу, Левитан је насликао Вечерња звона 1892. године. Постоје различите теорије о пореклу имена слике. Према једној верзији, коју је предложила ауторка Левитанове биографије, назив Вечерња звона могао би се повезати са истоименом песмом композитора Александра Аљабјева на речи песника Ивана Козлова. Према речима Пророкове, Левитан је често певао песму, вероватно зато што га је подсећала на „летње вечери у Пјосу, када је читаво вишегласје црквених звона почело да звони, а милозвучна звона одзвањала около”. Друга верзија, цитирана у монографији историчара уметности Алексеја Федорова-Давидова, тврди да је на Левитана утицала збирка песама руског песника Јакова Полонског Вечерња звона, објављена 1890. године и која садржи дела песника написана између 1887. и 1890. Вечерња звона је био наслов последње песме у овој збирци.
Постоји скица Вечерњих звона која се зове једноставно Вече. Ова скица из 1891. налази се у приватној колекцији у Чешкој. Представља пејзаж сличан оном у коначној верзији слике – у сличној вечерњој светлосној и колористичкој схеми, али без обале испред и без манастирских зграда.

### После стварања
Вечерња звона је послата на Академију уметности у Санкт Петербургу у децембру 1892. за руску секцију Светске изложбе 1893. у Чикагу.  где је била изложена под насловом Манастир уочи празника.  Слика је приказана на Левитановој постхумној изложби у Санкт Петербургу 1901. године под насловом Тихо пребивалиште.
Касније је платно „Вечерња звона“ било у породичној колекцији Философов-Ратков-Рожнов, до 1918 - у колекцији Зинаиде Раткове-Рожнове (1870-1966, рођена Философов, ћерка Владимира Дмитријевича и Ане Павловне Философов). Напуштајући Русију 1918. године, Зинаида Владимировна је у Третјаковску галерију пренела низ уметничких дела из своје московске колекције, међу којима су, поред Левитанових „Вечерњих звона“, биле слике Алексеја Венецијанова, Валентина Серова и други уметници.
Слика „Вечерња звона“ је била изложена на бројним изложбама, укључујући Левитанове личне изложбе, одржане 1938. у Државној Третјаковској галерији у Москви и 1939. у Државном руском музеју у Лењинграду, као и на јубиларној изложби посвећеној 100 година од рођења уметника на изложби одржаној 1960-1961 у Москви и Лењинграду (слика није била изложена на кијевском делу исте изложбе). У периоду 1971-1972, слика је учествовала на изложбама посвећеним стогодишњици изложбе Передвижники „Лутаоци у Државној Третјаковској галерији“ и „Пејзаж луталица“ („Вечерња звона“ је била изложена само у Москви). Слика је 1988. године била изложена на изложби „1000-годишњица руске уметничке културе“, одржаној у Москви, Хановеру и Визбадену. Био је то и један од експоната јубиларне изложбе поводом 150. годишњице Левитановог рођења, која је одржана од октобра 2010. до марта 2011. у Новој Третјаковској галерији на Кримском валу..
На основу слике „Вечерња звоњава“, песник Николај Рубцов је 1960. године написао песму „Левитан“, која садржи следеће редове: „И са сваким звоном у души - / питајте било ког Руса! - / звони као звоно, - не јаче, - / звоњава Левитанове Русије!.

## Опис
Слика „Вечерња звона“ приказује манастир који стоји на окуци реке и обасјан вечерњим сунчевим зрацима. Манастир је окружен јесењом шумом, небом лебде облаци – све се то огледа у површини огледала реке која мирно тече. Значајно место у композицији слике заузима „високо небо пред залазак сунца, које се чисто и лагано одражава у водама”. Верује се да је Левитан своје разумевање лепоте и поезије старих цркава наследио од свог учитеља Алексеја Саврасова.
Као и у „Тихом манастиру“, манастир приказан на слици „Вечерња звона“ налази се преко пута реке, а у првом плану се види део оближње обале. Међутим, у поређењу са „Тихим пребивалиштем“, река је постала шира и не прелази је крхки дрвени мост - лава. На ближој обали налазе се чамци и мали мостић-пристаниште, а чамац са људима плови реком. Манастирске зграде на другој страни реке сличне су онима приказаним у „Тихом манастиру“, али су постале отвореније, не толико закрчене дрвећем – „ансамбл се као да се 'отворио' за гледаоце, ” и стаза не нестаје у жбуњу, већ води директно до манастирске капије.
У поређењу са „Тихим пребивалиштем“, пејзаж око манастира је претрпео значајне промене. Река сада тече благо дијагонално, а на десној страни прави оштар завој и иде иза манастира, за који се – заједно са околним шумарком – испоставља да се налази на кривини. Ликовни критичар Алексеј Федоров-Давидов написао је да је „упадљива неупоредиво већа просторност „Вечерњих звона“, која утиче и на ширину и дубину простора новог пејзажа и на дијагоналну динамичку асиметрију композиције“.

## Пријем
Разговарајући о правцу у којем се Левитаново дело развијало касних 1880-их и раних 1890-их, ликовни критичар Алексеј Федоров-Давидов је приметио да је стална потрага за „све више и више нових генерализујућих слика” засновано на рефлексији. После одмора на Волги 1889. године, Левитан је 1892. године створио низ најлитерарнијих и најфилозофскијих својих слика; Вечерња звона, Код базена, Владимирка  и, коначно, као својеврсну синтезу, слику Над вечним миром. Називајући Вечерња звона варијацијом Мирног пребивалишта, Феодоров-Давидов је истакао да је на платну из 1892. године Левитан направила одлучујући корак ка компонованом пејзажу: „Ово је његов први пејзаж, који као такав није постојао у природи“. Уметник је створио пејзаж „из споја две природне слике“, сматрао је Федоров-Давидов, а Левитан је умео да „мајсторски споји ова два мотива у свом сликарству и постигне утисак заједништва и јединства слике, хармоније делова као целине”.
Према речима ликовног критичара Серафима Дружинина, слика Вечерња звона је прожета „светлим, мирним осећајем“. Дружињин је написао да је у колористичкој схеми слике, изграђеној на „хармоничној комбинацији хладних и топлих тонова“, Левитан успео да пренесе „она осећања која је особа која суптилно перципира природу могла да доживи док слуша како се вечерње звони топе у ваздуху“ и доживљавање туге због чињенице да у животу нема такве хармоније као у природи.
Уметнички критичар Глеб Поспелов укључио је Вечерња звона, заједно са Левитановим ранијим сликама Вече. Златни домет  и Тихо пребивалиште, међу значајним делима која представљају идеју „склоништа“ у пејзажном стваралаштву руских уметника с краја 19. века. Под „заклоном” Поспелов је подразумевао „смирену земљу заклоњену од олуја, где се људска душа не само отапа, већ и ниче“, док је мотив „заклона” укључивао и „осећај пута који се мора савладати у како би се постигло оно што се види у дубини уточишта“. Према Поспелову, у Вечерњим звонима тема приближавања „манастиру” више није тако приметна; истовремено значајнију улогу него на две претходне слике има „утисак постигнуте тишине“.
Према речима ликовног критичара Владимира Петрова, дело Вечерња звона, у коме су „најунутрашњије струне песничких тежњи уметника и његових савременика пронашле душевно оличење“, „једно је од најпевнијих, музичких и уметничких дела Левитана.” Препознајући да је слика „Вечерња звона” блиска мотиву „Тихог пребивалишта”, Петров је приметио да је „ипак лишена секундарности, има свој јединствени шарм, свој ’акорд’”. Према Петрову, у „Вечерњим звонима” – углавном захваљујући успешном просторном решењу – Левитан постиже „још већу поетичку размеру и универзалност слике него у „Тихом пребивалишту””.